# Jacques-Édouard Gatteaux
Jacques-Edouard Gatteaux, nacido el 4 de noviembre de 1788 en París, donde falleció el 9 de febrero de 1881, es un escultor y grabador de medallas francés.

## Vida y obra
Hijo del artista Nicolas-Marie Gatteaux, fue su alumno y de Jean Guillaume Moitte.
Ganó el primer Gran Premio de Roma en 1809. Permaneció pensionado en la villa Médici de Roma 3 años, de 1810 a 1813. Allí completó su formación bajo la dirección de Guillaume Guillon-Lethière.
Fue elegido miembro de la Academia de Bellas Artes en 1845. 
Es el autor de muchas medallas, incluidas las que representan Corneille, La Fontaine, Buffon, Malherbe, Rabelais, la coronación de Carlos X y la llegada de Luis Felipe. Es también el autor de bustos de mármol de Rabelais y de Miguel Ángel, y de la Estatua de Anne de Beaujeu de la serie Reinas de Francia y mujeres ilustres del jardín de Luxemburgo, en París.
En 2004, el Louvre adquirió, en una venta en Sotheby's de París, un bronce de Jacques-Edouard Gatteaux representa Minerva, con fecha de 1843 (altura 74 cm).
En diferentes momentos de su vida, parte de su colección personal fue donada al Museo del Louvre, entre ellas un dibujo de Caravaggio (donado en 1873) y el díptico de Jan du Cellier, obra de 1490 de Hans Memling (donada en 1881). Dentro de este importante legado al Museo del Louvre, se incluyen esculturas antiguas y pinturas (Ingres)

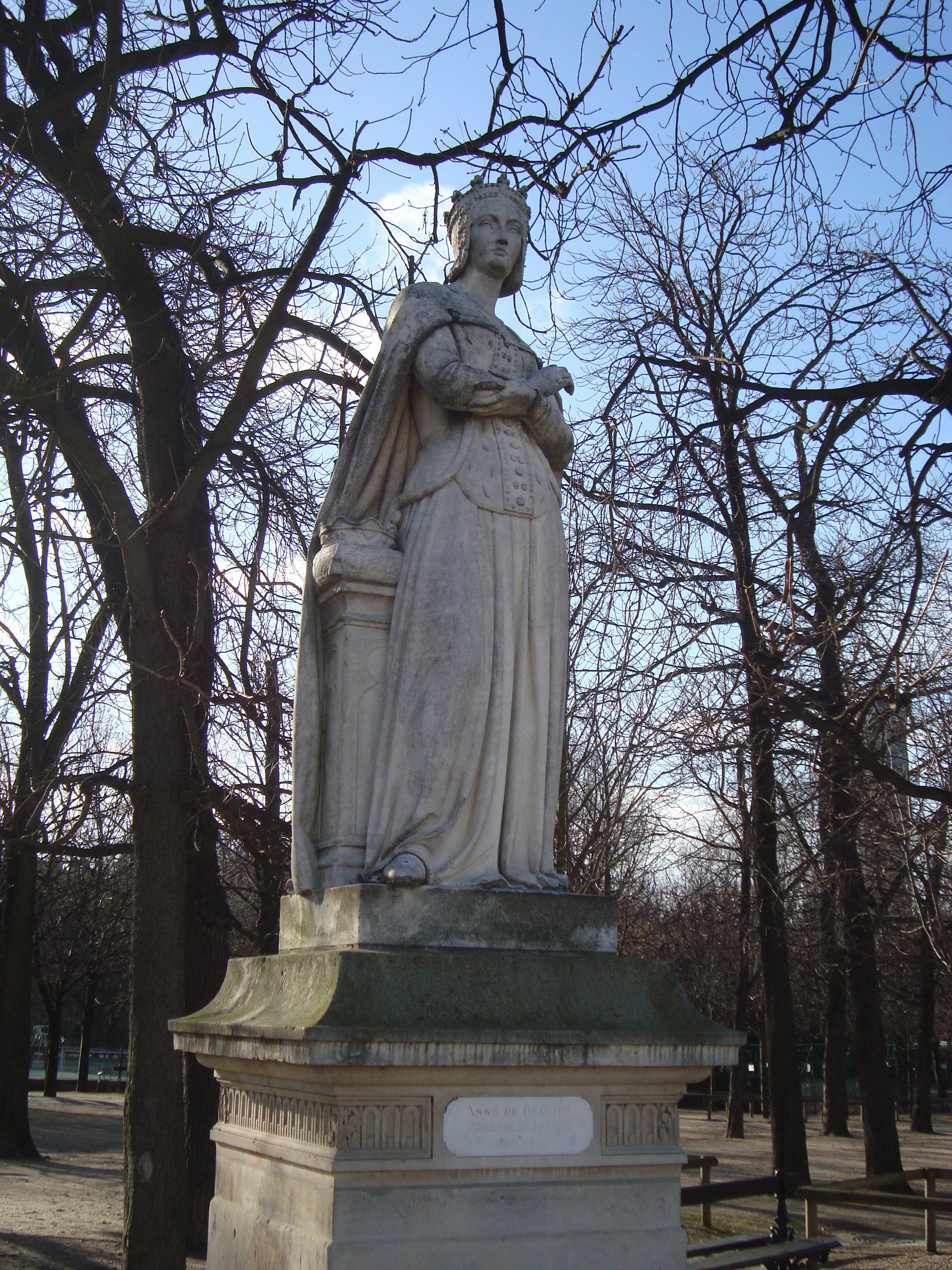
Estatua de Anne de Beaujeu de la serie Reinas de Francia y mujeres ilustres del jardín de Luxemburgo.
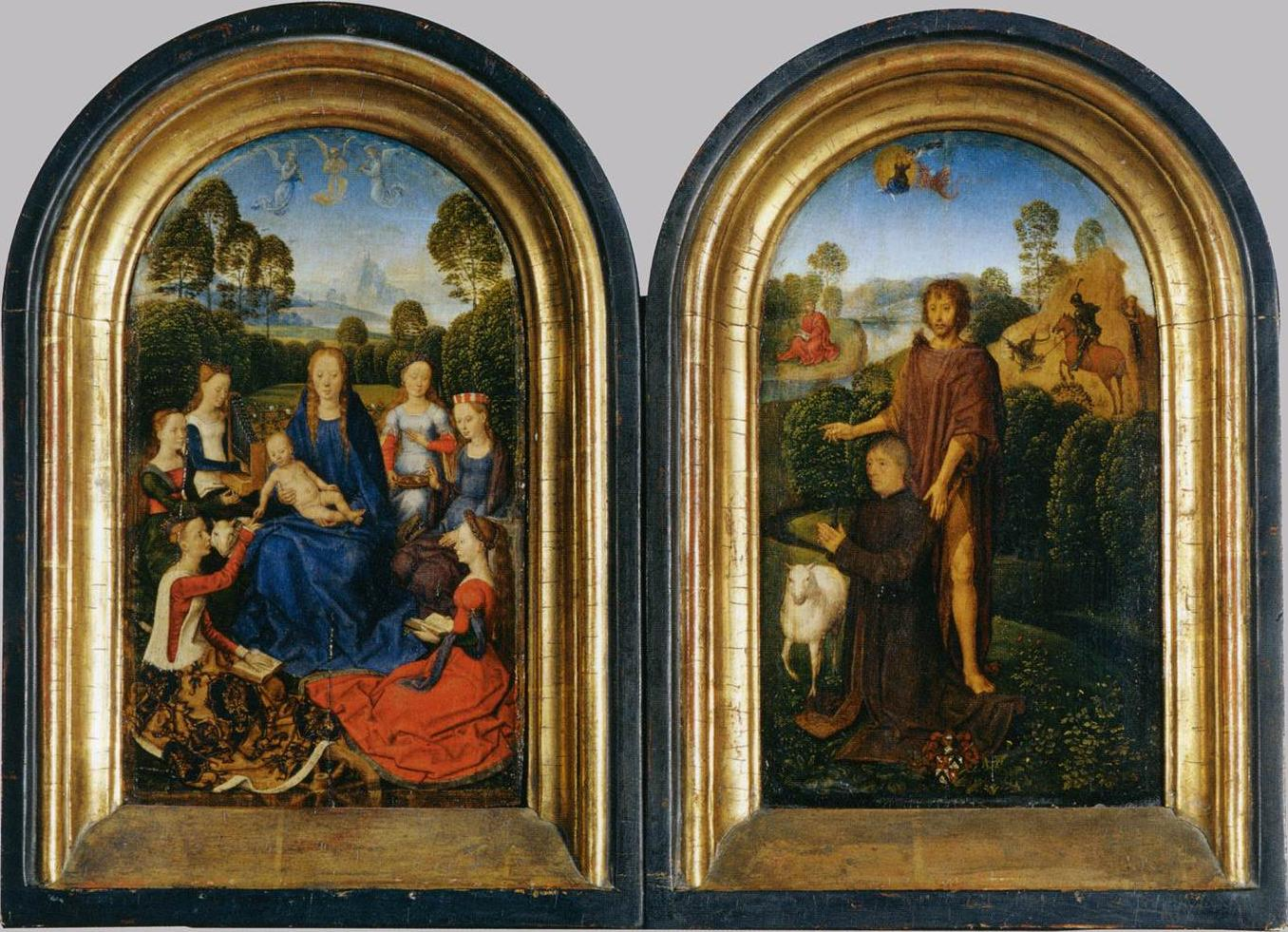
díptico de Jan du Cellier, (1490) de Hans Memling, en la colección personal de Gatteaux donada al Louvre.
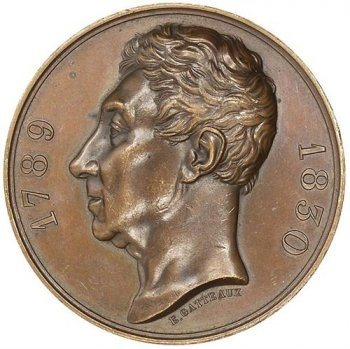
medalla del Marqués de La Fayette, (1830).

## Obras (selección)
- Medalla que conmemora la terminación del Palacio de la Bolsa y el Tribunal de Comercio

Médaille commémorant l'achèvement du palais de la Bourse et du Tribunal de commerce (4 noviembre 1826), medalla (numismática); París , museo del Louvre departamento de esculturas RF 1480
- Jean Guillaume Moitte (París, 1746 - Paris, 1810) escultor

Jean Guillaume Moitte (Paris, 1746 - Paris, 1810) sculpteur (1811) busto (escultura) ), París ; museo del Louvre departamento de esculturas RF 380
- Pomone – Pomona,

(1843) estatua ; París , museo del Louvre departamento de esculturas RF 4556
- Retrato de un hombre -Portrait d'homme

busto en bronce París ; museo del Louvre departamento de esculturas RF 381
- Retrato del rey Carlos X, de perfil

dibujo preparatorio para la medalla; París , museo del Louvre departamento de artes gráficas RF 131,
- Triptólemo , (1831) escultura París ; museo del Louvre departamento de esculturas RF 4555 . La obra estuvo ubicada inicialmente en el jardín de las Tullerías, al igual que la Pomona también de Gatteaux, pero se trasladó al Museo del Louvre para su mejor conservación. La escultura fue retratada en el jardín por Eugene Atget a principios del siglo XX.[4]

- La frieolera- La frileuse , (1791) estatua en bronce fundida por Gatteaux a partir de un modelo de Jean Antoine Houdon, París ; museo del Louvre departamento de esculturas RF 383

- La victoria, también llamado la inmortalidad

La Victoire, dite aussi L'Immortalité, (1835) estatua, 2 copias en bronce fundidas por Gatteaux a partir de un modelo de Jean Pierre Cortot ; París ; museo del Louvre departamento de esculturas RF 387 
- Francia lucha por la paz,

La France combat pour la paix , medalla (numismática), ; museo Louis-Philippe en Eu